# Just Songeon
Just Songeon (en saboyardo Just Sonjon), llamado le Petiôt d’la Comba, (Combe (Francia), 1880 - París, marzo de 1940) es un escritor y poeta francés en lengua soboyarda. Sus restos mortales fueron trasladados a su pueblo natal en 1976. 
Songeon era maestro de escuela durante la III República Francesa. La III República permitió, a través de las libertades que garantizaba, que la literatura en patois tuviera un resurgimiento. Sin embargo, ese mismo estado estaba eliminando a largo plazo esas lenguas a través de la enseñanza obligatoria en francés en las escuelas. La enseñanza del francés para uniformizar el estado era entendido casi como una necesidad militar, para enfrentarse con éxito al gran enemigo Alemania. Songeon pertenecía a ese grupo de maestros que tenía que enseñar en francés en la escuela a pesar de que su lengua materna, la misma que usaba a diario en casa, fuera el patois. Songeon, de ideas comunistas, se opuso a la educación en francés y buscó del gobierno el derecho a enseñar en lengua saboyarda y un cierto regionalismo.
En el momento de la publicación de su primer libro, Les coups de Mula du Ptiou de la Comba (Los golpes de piedra del pequeño de la Combe, hacia 1907), estaba trabajando como maestro en Annemasse. Se trata de un conjunto de poemas inspirados en el paisaje local, el campo y la primavera. Como participante en la I Guerra Mundial, también tratará temas bélicos y de soldados. Emplea un vocabulario muy rico y un estilo realista, que a veces resulta crudo. La tercera edición fue en Annecy en 1920 y más tarde partes fueron reproducidas en 1980 en Presses de Savoie en Ambilly-Annemasse. 